# Škofja Loka
Škofja Loka – miasto w zachodniej Słowenii, siedziba gminy Škofja Loka. W 2018 roku liczyło 11 611 mieszkańców. Rozwinięty przemysł włókienniczy, drzewny, maszynowy oraz odzieżowy.

## Historia

### Średniowiecze
Historia Škofja Loka sięga roku 973, kiedy cesarz Otton II (1184–1220) przekazał terytorium Loško biskupowi Fryzyngi, Abrahamowi jako lenno. Teren ten nie odpowiada dzisiejszej Škofji Loce, lecz Starej Loce. Biskupi ustanowili to miejsce jako swoje administracyjne i gospodarcze centrum, ze względu na strategiczne położenie.
W XI lub XII wieku cesarz Otton III przyznał biskupom prawo do bicia monety i pobierania opłat. Škofja Loka po raz pierwszy była wspomniana jako miasto targowe w 1248 roku, a prawa miejskie otrzymała w 1274 roku.
W średniowieczu kwitły w mieście rzemiosło i handel. Pod Kamnitim mostem młyn jest wspominany już w 1309 roku. Było wielu kowali, szewców, krawców, piekarzy i innych. W 1673 roku w mieście było 95 rzemieślników z wieloma pomocnikami. Byli zorganizowani w gildiach rzemieślniczych, które osiągnęły szczyt w XVII wieku. Kwitł handel żelazem, tkaninami i sitami.

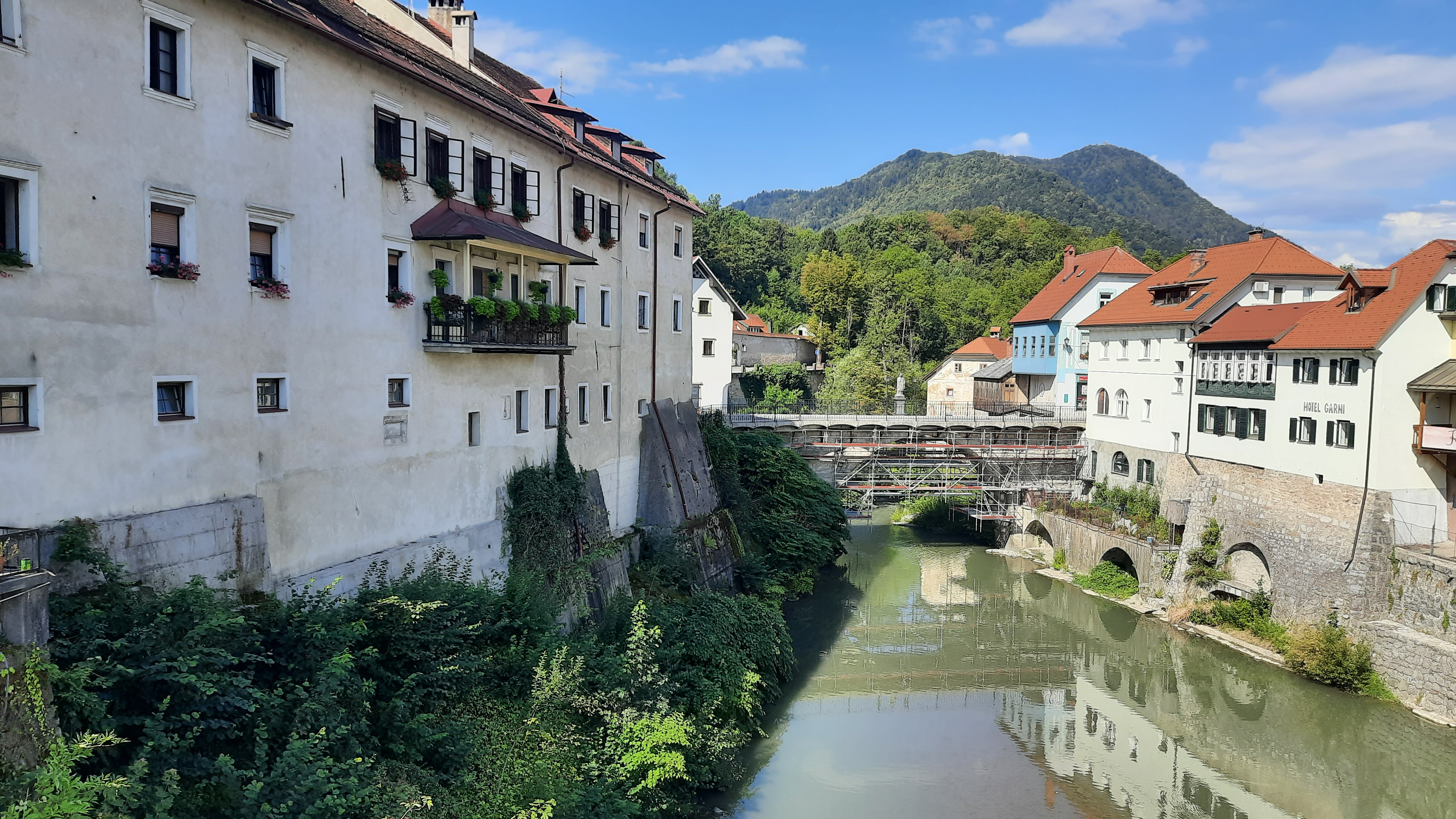
Most Kapucyński

Zapisy historyczne mówią, że w XIV wieku Škofja Loka była otoczona murami z pięcioma wieżami obronnymi i pięcioma bramami miejskimi. Posiadała autonomię miejską. W 1457 roku do miasta wtargnął Jan Vitovec, dowódca wojskowy hrabiów celjskich i spalił miasto. W 1476 roku miasto zostało zaatakowane przez Turków. Często nawiedzała go zaraza. W 1511 roku zostało zniszczone przez trzęsienie ziemi w Idriji. Wówczas biskup Filip, feudalny właściciel ziemi, odbudował miasto, a niektóre budynki przetrwały do dziś, choć Wieża Górna pozostała w ruinie.

### Era nowożytna
Niszczycielskie dla miasta były pożary w latach 1660 i 1698.  W 1789 roku rozebrano mury i zlikwidowano bramy miejskie.
W 1803 roku Škofja Loka została przyłączona do austriackiego księstwa Karyntii. Škofja Loka była pierwszym miastem w Karyntii, w którym zainstalowano elektryczne oświetlenie. W 1894 roku na rzece Sora w Škofji Loce zaczęła działać elektrownia wodna działająca na potrzeby fabryki kapeluszy. Nadwyżki energii zostały wykorzystane do uruchomienia w mieście pierwszej na tym terenie sieci elektrycznej.

### Druga wojna światowa
Podczas drugiej wojny światowej Škofja Loka została najpierw zajęta przez siły włoskie (13 kwietnia 1941r.), a następnie zastąpione przez armię niemiecką 17 kwietnia. Pierwszych mieszkańców miasta Gestapo aresztowało już 6 maja 1941 roku, a w kolejnych tygodniach 26 rodzin zostało wysiedlonych do Serbii. Partyzanci wyzwolili miasto 9 maja 1945 roku.

### Po 1945 roku
Miasto przejęło zamek Loka w 1959 roku. Škofja Loka ma jedno z najlepiej zachowanych średniowiecznych centrów miejskich w Słowenii, a miasto zostało wpisane na listę zabytków kultury w 1987 roku.

## Herb

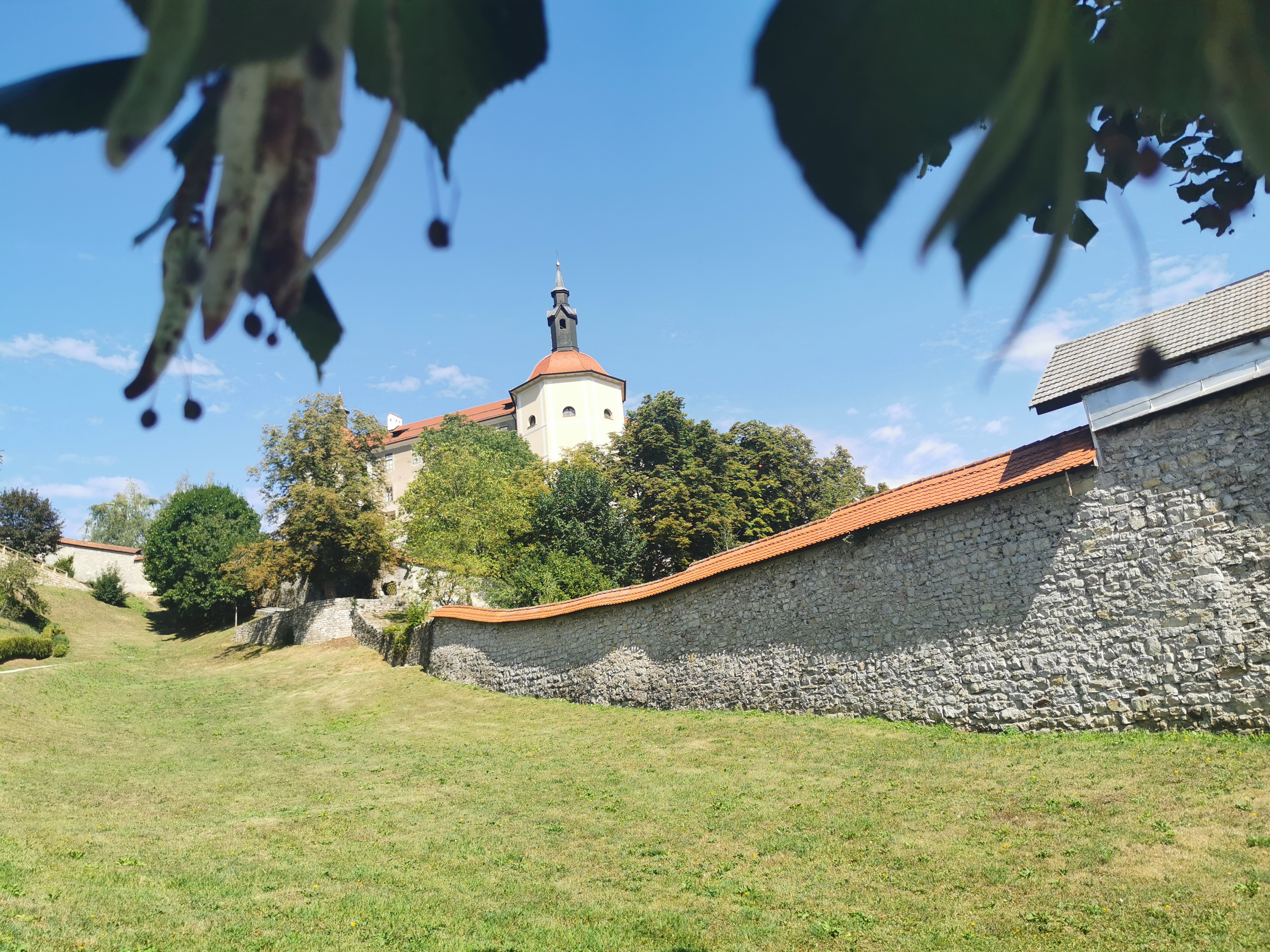
Zamek i fragment murów obronnych w Škofjej Loce

Herb miasta ma formę tarczy.  Na zielonym tle na czarnym podłożu stoi złoty zamek z główną wieżą i dwiema bocznymi o stożkowatym dachu. W drzwiach znajduje się głowa czarnoskórego mężczyzny ze złotym kolczykiem i czerwoną koroną, ustami i kołnierzem. 
Z wizerunkiem czarnoskórego mężczyzny wiąże się legenda. Według legendy jeden z panów ziemskich z Freising, Abraham, udał się do pobliskiej doliny, gdzie został zaatakowany przez niedźwiedzia. Czarnoskóry mężczyzna, będący jego poddanym, uratował go przez dzikim zwierzęciem i zabił go strzałą. W podziękowaniu biskup obiecał, że uczyni go sławnym, "że będzie pamiętany przez wiele pokoleń". Jego wizerunek z koroną stał się symbolem diecezji Freising, a w konsekwencji także miasta Škofja Loka.

## Zabytki
- XIII-wieczny kościół św. Jakuba
- kościół kapucynów z XVIII wieku
- Most Kapucyński

## Współpraca
Miejscowości partnerskie:
- Houffalize, Belgia
- Maasmechelen, Belgia
- Smederevska Palanka, Serbia